# Người Trung Quốc đại lục
Người Trung Quốc đại lục hay người đại lục là những người Hoa sinh sống tại vùng lãnh thổ gọi là "đại lục". Từ này thường được sử dụng trong ngữ cảnh về khu vực do Cộng hòa Nhân dân Trung Hoa quản lý nhằm phân biệt người Quốc gia ở tại vùng đảo Đài Loan,hoặc chỉ những người đến từ Trung Quốc đại lục, đối lập với các khu vực khác do thể chế này quản lý như Hồng Kông hay Ma Cao.

## Người đại lục tại Đài Loan
- Người Hoa là phổ biến
- Người Phúc Kiến